# Ádám Hanga
Ádám Hanga (Budapeste, 12 de abril de 1989) é um basquetebolista profissional húngaro que atualmente joga na Liga ACB e Euroliga pelo Real Madrid O atleta possui 1,99m e atua na posição ala. 

## Ligações Externas
- Ádám Hanga no X